# Běhová chyba
Běhová chyba aneb chyba runtime je chyba způsobená hardwarem či softwarem, která brání správné funkci programu. Pokud se vyskytne běhová chyba v průběhu činnosti programu, může dojít ke ztrátě informací v právě používaném souboru. Může ovšem dojít k takové chybě souboru, díky které je práce se souborem velmi omezená nebo může uživateli zcela zabránit v používání několika funkcní. Chyba runtime (běhová chyba) obvykle nezpůsobuje kolizi samotného programu, na rozdíl od chyby STOP.

## Příčiny výskytu běhové chyby
Běhová chyba se může vyskytnout následkem problémů samotného počítače s pamětí, díky tzv. TSR (Terminate and Stay Resident) efektu, během současného spuštění dvou nekompatibilních programů nebo v případě nakažení počítače škodlivým softwarem (viry, červy atp.).

## Chovaní počítače v průběhu trvání běhové chyby
Tzv. Runtime error je počítačová chyba, která se obvykle zobrazí v podobě okna se zprávou obsahující konkrétní chybový kód spolu s odpovídajícími definicemi. Uživatel často může rozpoznat příchod běhové chyby, kdy se počítač nápadně zpomalí a poté přijde tato chyba. Jakmile se okno s chybovou hláškou zobrazí a uživatel jej uzavře tak software, který tuto chybu zobrazil, zpravidla tento program ukončí či sám zamrzne. V některých případech si dokonce operační systém vynutí restart.

## Jak eliminovat výskyt běhové chyby?
Postupy nezbytné k odstranění tohoto typu chyby se liší případ od případu. Pokud např. TSR způsobilo chybu při běhu programu, zkušený uživatel tento program může ukončit ve Správci úloh a vyhnout se tak nechtěnému zamrznutí či nutnému restartu operačního systému. Pokud se ale nepodaří tímto způsobem program ukončit a uživatel musí během této chyby restartovat operační systém, měl by uživatel navštívit internetové stránky vývojářů daného softwaru, případně internetové stránky svého operačního systému a zde vyhledat souvislost s chybovým kódem zobrazeným v okně běhové chyby. Uživatel by si měl obstarat potřebné aktualizace softwaru potřebné pro hladký průběh softwaru. Pokud jsou však již všechny aktualizace či záplaty nainstalovány a běhová chyba se o přesto zobrazuje, potom může pomoci odinstalace a následná čistá instalace softwaru.
Problémy s operační pamětí obvykle způsobují jiné typy chyb. V tomto případě je dobré se nejprve obrátit na vývojáře aplikace, která způsobuje chybu. Velmi často programátor dokáže chybu opravit na základě výpisu chybového kódu, který je mu uživatelem poskytnut. Pokud se problém nedaří vyřešit softwarově, měl by se uživatel obrátit na výrobce počítače nebo základní desky a požádat technika o kontrolu hardwaru.
Škodlivé programy, jakými jsou například počítačový virus či jiné škodlivé procesy způsobují opět jiný typ běhových chyb. Tyto škodlivé programy jsou schopny v počítači měnit jeho nastavení tak, aby byly generovány běhové chyby záměrně. Proti takovým škodlivým programům se lze bránit použitím řádně aktualizované zabezpečovací aplikace (antivirový program, firewall a jiné). 

### Výpisy běhových chyb
Zde v tabulce je pro přehled výpis některých běhových chyb a jejich kódů vycházejících ze zpráv o běhové chybě. Pokud jste se někdy s takovou chybou setkali, naleznete zde popis chyby odpovídající chybovému kódu.
| Kód chyby | Zpráva běhové chyby         | Popis chyby |
| --------- | --------------------------- | --- |
| 5         | Illegal function call       | Chyba programu, ověřte, zda má program instalovány nejnovější aktualizace. Pokud ano a chyba přetrvává, zkuste znovu nainstalovat program. Pokud problém přetrvává, kontaktujte vývojáře softwaru.                                                 |
| 6         | Overflow                    | Chyba programu, ověřte, zda má program instalovány nejnovější aktualizace. Pokud ano a chyba přetrvává, zkuste znovu nainstalovat program. Pokud problém přetrvává, kontaktujte vývojáře softwaru.                                                 |
| 7         | Out of memory               | Tento problém může být způsoben, pokud počítač nesplňuje minimální požadavky programu na systém nebo pokud je již používání více paměti pro chod programu. Pokud při řešení nepomůže opětovná instalace programu, je třeba řešit problém s pamětí. |
| 9         | Subscript out of range      | Chyba programu, ověřte, zda má program instalovány nejnovější aktualizace. Pokud ano a chyba přetrvává, zkuste znovu nainstalovat program. Pokud problém přetrvává, kontaktujte vývojáře softwaru.                                                 |
| 10        | Duplicate definition        | Chyba programu, ověřte, zda má program instalovány nejnovější aktualizace. Pokud ano a chyba přetrvává, zkuste znovu nainstalovat program. Pokud problém přetrvává, kontaktujte vývojáře softwaru.                                                 |
| 11        | Division by zero            | Tento problém souvisí s chybou v matematickém zápise či vztahu v programu. Je potřeba provést aktualizaci programu či naopak odstranit aktualizaci, která tento problém způsobuje.                                                                 |
| 13        | Type Mismatch               | Ujistěte se, že místní nastavení systému je nastaveno správně a že program, který používáte, je určen pro typ vašeho operačního systému. |
| 14        | Out of string space         | Chyba programu, ověřte, zda má program instalovány nejnovější aktualizace. Pokud ano a chyba přetrvává, zkuste znovu nainstalovat program. Pokud problém přetrvává, kontaktujte vývojáře softwaru.                                                 |
| 19        | No Resume                   | Chyba programu, ověřte, zda má program instalovány nejnovější aktualizace. Pokud ano a chyba přetrvává, zkuste znovu nainstalovat program. Pokud problém přetrvává, kontaktujte vývojáře softwaru.                                                 |
| 20        | Resume without error        | Chyba programu, ověřte, zda má program instalovány nejnovější aktualizace. Pokud ano a chyba přetrvává, zkuste znovu nainstalovat program. Pokud problém přetrvává, kontaktujte vývojáře softwaru.                                                 |
| 28        | Out of stack space          | Tento problém může být způsoben buď pamětí nebo samotným programem. Obvykle se ale jedná o chybu paměti. |
| 35        | Sub or Function not defined | Chyba programu, ověřte, zda má program instalovány nejnovější aktualizace. Pokud ano a chyba přetrvává, zkuste znovu nainstalovat program. Pokud problém přetrvává, kontaktujte vývojáře softwaru.                                                 |
| 48        | Error in loading DLL        | Tento problém je obvykle způsoben chybnou instalací programu či jiného programu, který změnil stávající knihovny DLL. Ukončete všechny programy (včetně TSR) a spusťte instalaci programu znovu.                                                   |
| 52        | Bad file name or number     | Chyba programu, ověřte, zda má program instalovány nejnovější aktualizace. Pokud ano a chyba přetrvává, zkuste znovu nainstalovat program. Pokud problém přetrvává, kontaktujte vývojáře softwaru.                                                 |
| 53        | File not found              | Program nenalezl soubor potřebný pro jeho chod. Je potřeba tento soubor vrátit zpět kopírováním či opětovnou instalací programu. |
| 54        | Bad file mode               | Chyba programu, ověřte, zda má program instalovány nejnovější aktualizace. Pokud ano a chyba přetrvává, zkuste znovu nainstalovat program. Pokud problém přetrvává, kontaktujte vývojáře softwaru.                                                 |